# Φ軌域

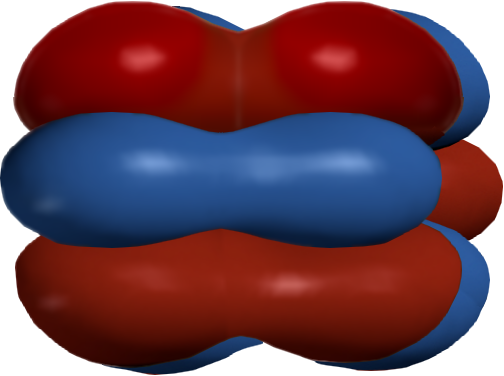
φ軌域的電子出現概率形象圖

在化學與原子物理學中，φ軌域（英語：φ orbital, Phi orbital）是一種分子軌域。是形成φ鍵後所產生的分子軌域。φ軌域是一種由f軌域六重交疊而成所形成的新軌域。

## 命名
由於φ軌域是由f軌域形成，因此取音近f的希臘字母φ作為該軌域的名稱

## 結構
φ軌域由兩個f軌域六重交疊而成，類似於δ軌域的d軌域四重交疊，皆是以「面對面」的形式疊加。由於δ軌域對應的δ鍵的存在，理論化學家推測會有由兩個f軌域疊加形成的Φ軌域對應的φ鍵。2005年化學家聲稱發現在雙鈾分子(U2)的鈾-鈾單鍵中有Φ軌域的存在。
φ軌域同樣有波節，其波節的性質與δ軌域類似，皆出現在兩個原子中間。

## φ鍵
φ鍵由兩個f軌域六重交疊而成，電子雲以「面對面」的形式疊加。由於δ键的存在，理論化學家推測會有由兩個f軌域疊加形成的φ鍵。2005年化學家聲稱已發現φ鍵，存在於雙鈾分子(U2)的鈾-鈾單鍵。

## φ之後的軌域
由於g之後的軌域目前尚未觀測到，因此對於其是否有無可能形成分子軌域目前還不清楚，但根據計算結果是有可能存在的。其命名則形成該分子軌域之原子軌域名稱最接近的希臘字母，取之作為分子軌域的名稱。

### γ軌域
γ軌域由兩個g軌域交疊而成。